# Дилемма
Диле́мма (др.-греч. δί-λημμα «двойная лемма») — полемический довод с двумя исключающими друг друга положениями и не допускающими возможность третьего. 
В повседневной речи употребляется тогда, когда оба варианта нежелательны, и выбор происходит по принципу «меньшего зла».

## Структура
Дилемма используется иногда в риторике и имеет вид «нужно принять либо A, либо Б», где A и Б предпосылки, ведущие к некоторому заключению. При этом, если А и Б могут быть одновременно ложными, то такое рассуждение является заблуждением (софизм, ложная дихотомия).
Условно-разделительные умозаключения вообще называются леммами; если разделительная посылка содержит только два члена, то такое умозаключение называется дилеммой.
В формальной логике определение дилеммы заметно отличается от того, которое применяется в каждодневном использовании. Несмотря на то, что в ней по-прежнему используют два варианта, но выбор между ними не играет существенной роли, так как каждый из них ведёт к тому же выводу. Формально это описывается следующим образом: {\displaystyle A\vee B,A\Rightarrow C,B\Rightarrow C\vdash C}
Что можно интерпретировать как «A или B (или оба) должны быть верны, но они оба ведут к C, поэтому независимо от их значения мы можем вывести C».
«Рогатые дилеммы» могут иметь больше двух вариантов. Некоторые варианты «рогатых дилемм» могут иметь альтернативные названия, как например «дилеммы с двумя остриями (рогами)» или собственно дилеммы, либо как «дилеммы с тремя остриями (рогами)» или трилеммы, и так далее.
Конструктивные дилеммы:
1. (Если X, тогда Y) и (Если W, тогда Z).
2. X или W.
3. Следовательно, Y или Z.
Деструктивные дилеммы:
1. (Если X, тогда Y) и (Если W, тогда Z).
2. Не Y или не Z.
3. Следовательно, не X или не W.